# Parálisis
La parálisis (del latín paraly̆sis, y este del griego παράλυσις parálysis) es una pérdida o disminución de la motricidad o de la contractilidad de uno o varios músculos debida a lesiones de las vías nerviosas o de los mismos músculos. Si esta es parcial, se habla de paresia. Las parálisis de origen nervioso pueden ser centrales o periféricas. Algunas enfermedades metabólicas del sistema muscular pueden ser responsables de parálisis sin lesión nerviosa o muscular, como, por ejemplo, la miastenia.

## Formas de parálisis

### Sistémicas de origen neurológico
Son parálisis de tipo central, correspondientes a la anatomía de los comandos neurológicos; por ejemplo:
- La hemiplejía: pérdida de la movilidad de un hemicuerpo.[3]
- La tetraplejía o cuadriplejia: pérdida de la motilidad de miembros superiores e inferiores.[3]

Existen parálisis de tipo periférico (afectación de un nervio); por ejemplo:
- Parálisis radial.
- Parálisis del nervio mediano (síndrome del túnel carpiano).

### De origen psicodinámico
- Las parálisis funcionales, que afectan movimientos coordinados para realizar alguna acción determinada; por ejemplo, la abasia-astasia (parálisis que afecta el andar y el permanecer de pie).
- Las parálisis localizadas, que afectan un miembro o a una parte de este (por ejemplo, la mano).

## Otras parálisis
- La parálisis agitante. Se refiere a la enfermedad de Parkinson, por sus movimientos incoordinados.
- La parálisis general, que es provocada por la sífilis.